# Síndrome facetario
El síndrome facetario es un síndrome en el que las articulaciones interapofisarias (diartrosis, de las vértebras C2 a S1) causan diversos trastornos.

El 55% de los casos de síndrome facetario se producen en las vértebras cervicales, y el 31% en las lumbares. El síndrome facetario puede progresar a una espondilosis, y a menudo una espondilosis produce un síndrome facetario.
Se presenta la siguiente sintomatología:
- Dolor de espalda intermitente.
- Mejora con el reposo.
- Empeoramiento con el movimiento, al estar sentado o de pie.
- Irradiación mal definida por el miembro.
- Empeora en los movimientos extremos y repentinos (hiperextensión/rotación).